# 龍虎豹 (電視劇)
《龍虎豹》是1976年初一套由香港電視廣播有限公司製作的單元電視劇，講述分別由何守信、石修及江毅三人分飾的律師，記者及小販，把社會上的不公平事件揭露出來。許鞍華是編導之一。
本劇於1976年1月1日開始於無線電視翡翠台《翡翠劇場》欄目裡播映，首輯前往泰國外景，在當時屬新鮮嘗試；第二輯於同年9月16日播放。後來在2010年代亦於無線收費電視以《我們的石修》的一部份而重播。2020年二月於myTV super提供全劇播放。

## 主要演員
- 何守信 飾 麥維信
- 石　修 飾 何兆中
- 江　毅 飾 張正
- 蘇杏璇 飾 阿萍
- 黃祖儀 飾 黛絲
- 羅國維 飾 司徒律師
- 程可為 飾
- 佩　雲 飾 巴巴拉
- 張　雷 飾 CID
- 夏　雨 飾 雅侖
- 李欣頤
- 黄元申
- 李國麟
- 余安安

## 主題樂曲
- 本劇的主題樂曲《Farandole (L'Arlésienne #2)》是改編自比才的《阿萊城姑娘》第二組曲的第四樂章：法蘭多拉樂曲，由 Bob James 編曲。[2]